# Sint-Jansboskapel

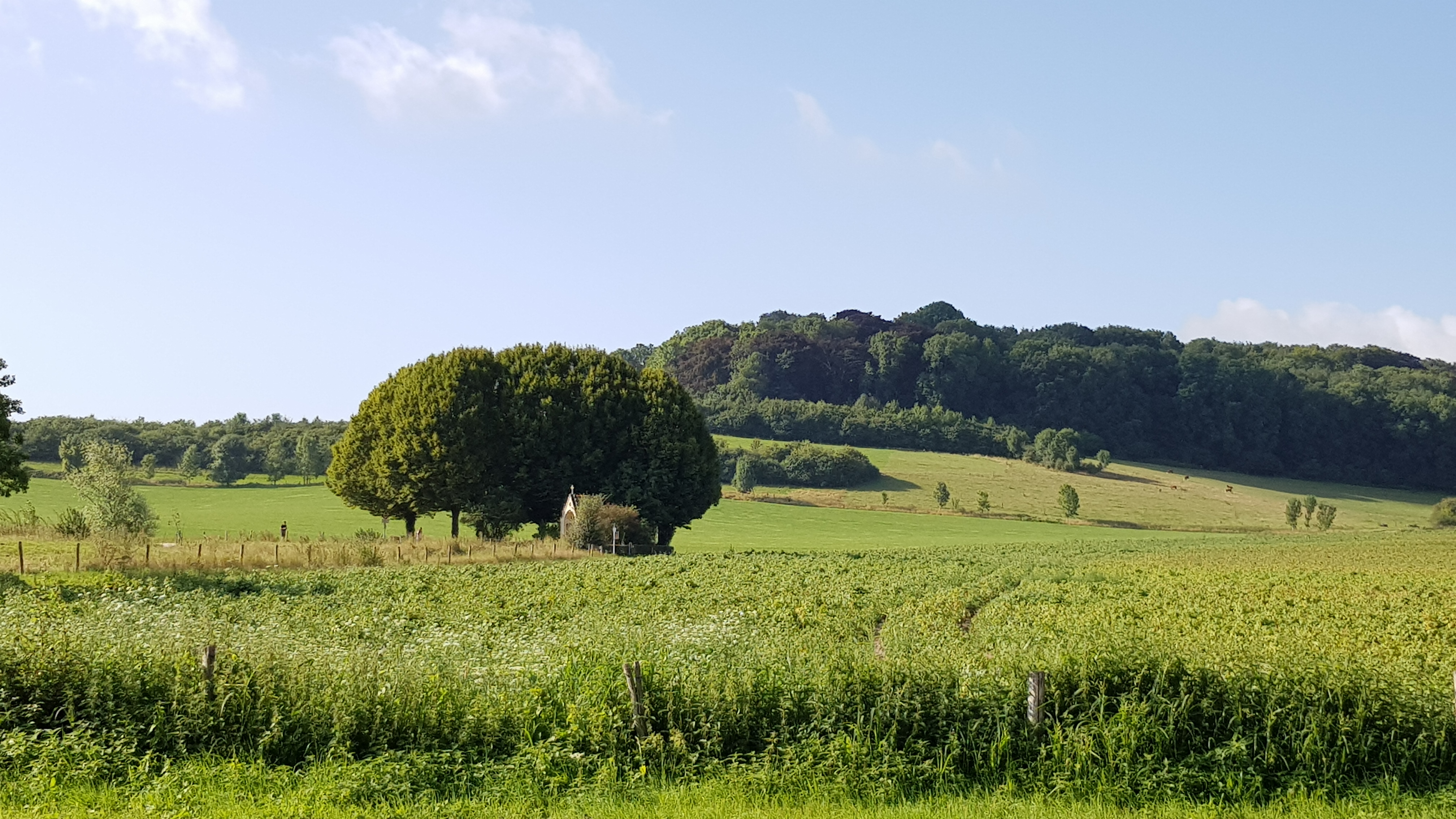
De kapel in de velden

De Sint-Jansboskapel is een kapel in Oud-Valkenburg in de Nederlandse gemeente Valkenburg aan de Geul. De veldkapel staat in het Geuldal aan de splitsing van de Sint Jansbosweg met de Kapelkensveldweg ten zuidwesten van het dorp. De Sint Jansbosweg loopt naar het Sint-Jansbosch dat ten zuidwesten van de kapel op de noordoostelijke helling van het Plateau van Margraten staat.
De kapel is eigendom van de Vereniging Natuurmonumenten.

## Geschiedenis
Rond 1915 werd de kapel gebouwd.
In 1979 werd de kapel gerestaureerd.

## Gebouw
De kapel is opgetrokken in kalksteen op een rechthoekig grondvlak in neogotische stijl. Ze wordt de gedekt door een zadeldak van rode dakpannen. De kapel is aan de voorzijde open, afgesloten met een ijzeren hek en plexiglas. In de gevel is boven de ingang een vierpas als motief gebruikt ter versiering, op de twee hoeken van de voorgevel bevinden zich twee pinakels en de gevel wordt getopt door een stenen kruis. In de mergelstenen wanden van het interieur bevindt zich een spitsboog raampje met doorzichtig gewapend glas.